# سرگئی یاکوولف
سرگئی یاکوولف (روسی: Сергей Сергеевич Яковлев؛ ۴ اوت ۱۹۲۵ – ۱ ژانویهٔ ۱۹۹۶) بازیگر اهل کشور اتحاد جماهیر شوروی سوسیالیستی بود.
از فیلم‌ها یا برنامه‌های تلویزیونی که وی در آن نقش داشته‌است می‌توان به جاده‌های آتشین اشاره کرد.
وی همچنین برندهٔ جوایزی همچون هنرمند مردمی جمهوری شوروی فدراتیو سوسیالیستی روسیه شده‌است.